# Paul-Joseph-Marie Gouyon

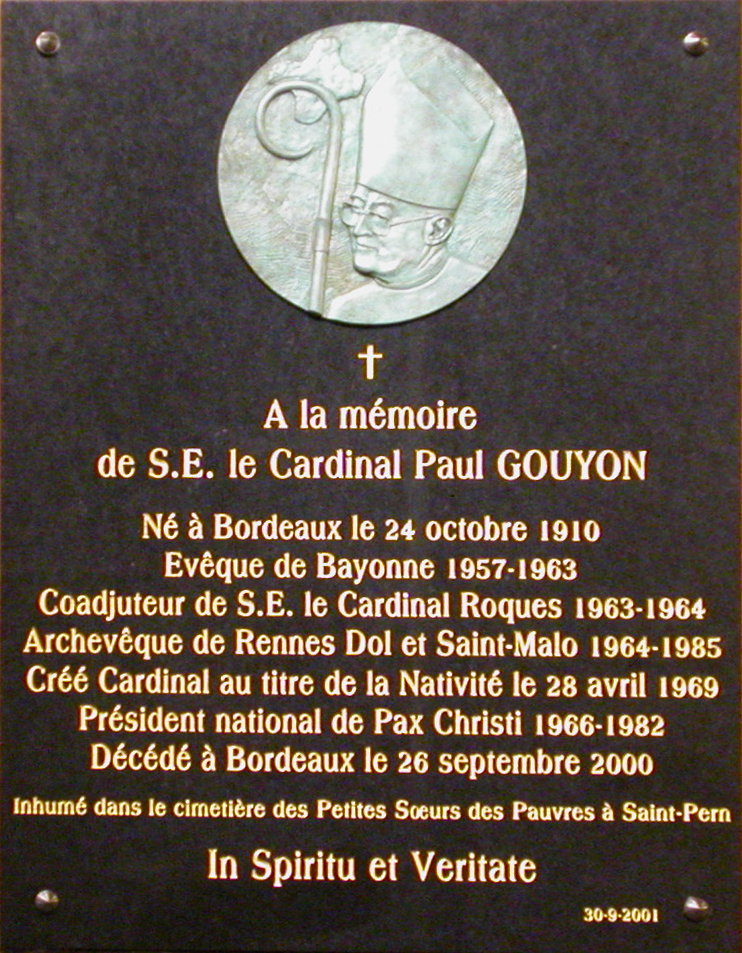
Gedenkplaat op de Kathedraal van Rennes, ter nagedachtenis aan kardinaal Gouyon

Paul-Joseph-Marie Gouyon (Bordeaux, 24 oktober 1910 – aldaar, 26 september 2000) was een Frans geestelijke en kardinaal van de Katholieke Kerk.
Gouyon bezocht het seminarie en de universiteit in zijn geboortestad en studeerde daarna aan het Seminarie van Saint-Sulpice in Parijs en aan de Pauselijke Gregoriaanse Universiteit in Rome. Hij werd op 13 maart 1937 priester gewijd. Hij diende van 1939 tot 1940 in het Franse leger en werkte vervolgens als pastoor in Bordeaux. Van het aartsbisdom Bordeaux werd hij in 1948 vicaris-generaal. In 1955 benoemde paus Pius XII hem tot huisprelaat. Op 6 augustus 1957 werd hij benoemd tot bisschop van Bayonne. Gouyon woonde het Tweede Vaticaans Concilie bij en werd in 1962 door paus Johannes XXIII benoemd tot aartsbisschop-coadjutor van Rennes. In 1963 volgde hij Clément-Emile Roques op als aartsbisschop van dat aartsbisdom. 
Tijdens het consistorie van 28 april 1969 creëerde paus Paulus VI hem kardinaal. Hij kreeg de Natività di Nostro Signore Gesù Cristo a Via Gallia als titelkerk. Gouyon zou deelnemen aan de conclaven van augustus en oktober 1978, die leidden tot de verkiezing van respectievelijk de pausen Johannes Paulus I en II. Hij was de Franse president van Pax Christi. In 1985 kreeg Gouyon op grond van zijn leeftijd ontslag als aartsbisschop van Rennes. Hij vestigde zich in een klooster in Bordeaux, waar hij in 2000 overleed.
- Bibliothèque nationale de France: cb119056074 (data)
- Gemeinsame Normdatei: 1089920636
- International Standard Name Identifier: 0000 0001 1036 8093
- Library of Congress Control Number: n81112396
- Nationale Bibliotheek van Israël: 987007366670005171
- Nederlandse Thesaurus van Auteursnamen: 074110691
- Système universitaire de documentation: 026899426
- Virtual International Authority File: 7390901
- WorldCat: E39PBJrCj68CdxkmYXvX9tptrq